# Patrick Janssens
Pour les articles homonymes, voir Janssens.
Patrick H.G. Janssens, né le 19 septembre 1956 à Anvers, est un homme politique et publicitaire belge, membre du Parti socialiste flamand (sp.a) et bourgmestre d'Anvers de 2003 à 2012.

## Biographie
Après des études de sciences politiques et sociales à l'université d'Anvers (Ufsia) et de statistiques à la London School of Economics, il devient assistant à l'université entre 1979 et 1985. Entre 1985 et 1989, il dirige le bureau d'études de marché Dimarso. Entre 1989 et 1999, il exerce diverses fonctions dirigeantes dans l'agence de publicité VVL/BBDO (directeur stratégique, managing director, président de la branche belge).
En octobre 1999, il devient président du Parti socialiste flamand (sp.a), poste auquel il succède à Fred Erdman. Sa nomination constitue une surprise dans la mesure où il était très peu connu avant d'accéder à la direction de ce parti.
Devenu bourgmestre de la ville d'Anvers le 10 juillet 2003, il est remplacé à la présidence du Parti socialiste par Steve Stevaert. Patrick Janssens est réélu lors des élections communales du 8 octobre 2006 où son parti devance de peu le Vlaams Belang de Filip Dewinter.
 Lors des élections municipales du 14 octobre 2012, sa liste est battue par celle de la NV-A menée par Bart De Wever qui lui succède au poste de bourgmestre le 1er janvier 2013. 
En 2014, il ne se représente plus aux élections.
Reconverti dans le football, il est nommé la même année directeur général du Racing Genk le 25 août 2014, poste dont il est limogé en février 2018. En janvier 2021, soupçonné de faux en écriture, il fait partie de la cinquantaine de personnalités du football belge impliquées dans le « Footbelgate » dont le parquet fédéral demande le renvoi devant le tribunal correctionnel d’Anvers. 